# Xorides serratitibia
Xorides serratitibia är en stekelart som först beskrevs av Günther Enderlein 1914.  Xorides serratitibia ingår i släktet Xorides och familjen brokparasitsteklar. Inga underarter finns listade i Catalogue of Life.